# Sharbel Touma
Sharbel Touma (* 25. März 1979 in Beirut, Libanon) ist ein ehemaliger schwedischer Fußballspieler assyrischer Abstammung, der nach seinem Karriereende eine Trainerlaufbahn begann. Der Stürmer, der zwei Länderspiele für die schwedische Nationalmannschaft bestritten hat, war vielseitig und konnte sowohl auf der linken, als auch auf der rechten Außenbahn eingesetzt werden.

## Werdegang

### Anfangsjahre
Der im Libanon geborene Touma kam 1984 mit seiner Familie nach Motala in Schweden. 1986 begann er in der Jugendabteilung des örtlichen Klubs Motala AIF mit dem Fußballspielen. 1994 wechselte er in die Jugendabteilung des von aramäischen Einwanderern gegründeten Syrianska FC, wo er jedoch nur kurz verweilte um der Jugend des seinerzeitigen schwedischen Erstligisten Djurgårdens IF beizutreten.
Touma debütierte in der Spielzeit 1997 im schwedischen Profifußball, als er für die Stockholmer nach deren Abstieg aus dem schwedischen Oberhaus in der damals noch zweigeteilten zweiten Liga zum Einsatz kam. In seiner ersten Spielzeit kam er zu acht Einsätzen, im zweiten Jahr trug er mit zwei Toren in 16 Spielen zur Rückkehr in schwedische Oberhaus bei. Jedoch erkrankte er an einer zunächst mysteriösen Krankheit, die später als Blutkrankheit – einem Mangel an roten Blutkörperchen – diagnostiziert wurde. Wiedergenesen wusste Touma in der Allsvenskan aufzutrumpfen und konnte acht Saisontore in 24 Spielen erzielen. Jedoch verlief die Spielzeit 1999 für den Verein erfolglos und als Tabellenletzter musste die Mannschaft den direkten Wiederabstieg hinnehmen. Aufgrund seiner persönlichen Erfolge zog Touma das Interesse anderer Erstligisten wie IFK Göteborg oder des amtierenden Meisters Helsingborgs IF auf sich, wechselte aber letztlich zum Lokalrivalen AIK.

### Vizetitel und Nationalmannschaft
Toumas erste Zeit bei seinem neuen Klub stand unter keinem guten Stern. Bereits vor Saisonbeginn musste er sich mit Verletzungen rumplagen und kam nach Lungen- und Magenproblemen erst im Oktober zu seinem Pflichtspieldebüt für AIK. Sein zweites Jahr beim Klub lief etwas erfolgreicher. Zunächst kam er am 1. Februar 2001 zu seinem Debüt in der schwedischen Nationalelf, als diese mit vielen Debütanten gespickt in einem Saisonvorbereitungsspiel der finnischen Landesauswahl mit 0:1 unterlag. Im Saisonverlauf schwankte er bei AIK zwar zwischen Ersatzbank und Startelf, kam jedoch in 25 der 26 Saisonspiele zum Einsatz und konnte vier Tore erzielen. Zudem erreichte AIK das Endspiel um den Svenska Cupen, in dem der Stürmer zur tragischen Figur wurde: Im Elfmeterschießen gegen den IF Elfsborg verschoss er den entscheidenden Elfmeter.
Nach zwei Jahren bei AIK verließ Touma den Klub aus Solna und zog innerhalb der Allsvenskan zu Halmstads BK weiter. Unter dem neuen Trainer Jonas Thern konnte er sich in der Stammformation des südschwedischen Klubs etablieren und erreichte unter dessen Nachfolger Jan Andersson in der Spielzeit 2004 die Vizemeisterschaft. Zudem fand er im Saisonverlauf zu alter Torgefahr zurück und bildete mit dem von Malmö FF ausgeliehenen Markus Rosenberg, der auch dank der zahlreichen Torvorlagen zum Torschützenkönig der schwedischen Eliteserie avancierte, das durchschlagskräftige Sturmduo des Klubs und spielte sich zurück in die Nationalmannschaft. Nach Abschluss der Serie kam er am 17. November 2004 beim 4:1-Auswärtserfolg gegen die schottische Nationalmannschaft zu seinem zweiten Länderspiel, als er in der 76. Spielminute für Christian Wilhelmsson eingewechselt wurde.

### Erfolg in den Niederlanden, Scheitern in Deutschland und Griechenland
Da sein Vertrag bei Halmstads BK auslief, verließ Touma direkt nach Saisonende Schweden und versuchte sein Glück beim FC Twente Enschede, wo bereits sein Landsmann Daniel Majstorović unter Vertrag stand. Unter Trainer Rini Coolen debütierte er bereits im Dezember in der Eredivisie und spielte somit bis Sommer 2005 ohne Unterbrechung. Nachdem der Klub den bei Iraklis Saloniki erfolglosen Schweden Kennedy Bakırcıoğlu kaufte, bildeten die beiden Schweden zusammen mit Blaise Nkufo den erfolgreichen Angriff des niederländischen Klubs. Obwohl sich Trainer Fred Rutten um eine Weiterbeschäftigung Toumas beim Klub bemühte, verkündete der Spieler 2007 trotz erfolgreicher Qualifikation für den UEFA-Pokal seinen Abschied vom Klub.
Nachdem über ein Engagement bei Ajax Amsterdam, wohin Sturmpartner Bakircioglu gewechselt war, bei AZ Alkmaar oder der PSV Eindhoven spekuliert worden war, gab der seinerzeitige deutsche Zweitligist Borussia Mönchengladbach die Verpflichtung des Stürmers bekannt. Mit den „Fohlen“ schaffte Touma unter Trainer Jos Luhukay den sofortigen Wiederaufstieg in die 1. Bundesliga, kam aber nur in 16 von 34 Saisonspielen zum Einsatz, wobei er sich im letzten Saisondrittel dreimal in die Torschützenliste eintragen konnte. Sein Debüt in der Bundesliga feierte er am 20. September 2008, dem 5. Spieltag der Spielzeit 2008/09, als er bei der 0:1-Heimniederlage gegen Hertha BSC 15 Minuten vor Abpfiff für Karim Matmour eingewechselt wurde. Am 4. November 2008 verbannte Trainer Hans Meyer Touma aus dem Profikader, da er in den Planungen fortan keine Rolle mehr spielte. Daraufhin meldete Malmö FF Interesse an einer Rückkehr des Stürmers nach Schweden an. Auch eine Offerte von Hammarby IF, in die Allsvenskan zurückzukehren, lehnte Touma ab.
Am 22. Juni 2009 gab Borussia Mönchengladbach bekannt, dass der ursprünglich bis Juni 2010 geltende Vertrag mit Touma vorzeitig aufgelöst wurde. Anschließend wechselte er in die griechischen Superleague zu Iraklis Saloniki. In der Mannschaft um Spieler wie Matías Lequi, Mauro Milano, Denis Epstein und Bogdan Mara konnte er sich nicht als Stammkraft etablieren. Zu Saisonbeginn noch in der Startelf, fand er sich alsbald auf der Ersatzbank wieder und kam nur unregelmäßig als Einwechselspieler zum Einsatz.

### Rückkehr nach Schweden
Ende März 2010 verließ Touma Griechenland und heuerte bei seiner ersten Profistation in Stockholm an. Bei Djurgårdens IF unterschrieb er einen bis zum Ende der Spielzeit 2010 gültigen Vertrag und erhielt die Rückennummer „17“. Bis zum Saisonende trug er mit fünf Toren – darunter der spielentscheidende Treffer zum 2:1-Erfolg im Derby mit seiner ehemaligen Spielstation AIK – in 26 Spielen zum Klassenerhalt der Mannschaft bei.
Nach nur einer Spielzeit wechselte Touma erneut den Verein und schloss sich dem Erstliganeuling Syrianska FC an. Bei seiner Jugendspielstation unterschrieb er einen Zweijahresvertrag. In den folgenden beiden Spielzeiten sicherte sich der Klub jeweils knapp den Klassenerhalt, Touma war dabei als Leistungsträger – in der Spielzeit 2012 führte er mit acht Saisontoren gemeinsam mit Dinko Felić die vereinsinterne Torschützenliste an – entscheidend beteiligt. Daraufhin verlängerte der Klub seinen Vertrag um zwei Jahre. Am Ende der Spielzeit 2013 stieg er jedoch mit der Mannschaft aus der höchsten schwedischen Liga ab, dabei war er im Saisonverlauf bereits zeitweise ins zweite Glied gerutscht. In der Zweitliga-Spielzeit 2014 bestritt er schließlich nur noch sechs Saisonspiele.
Nachdem es bereits Spekulationen gegeben hatte, bestätigte Touma im Februar 2015 sein Karriereende.

### Start in die Trainerkarriere
Im Dezember 2016 verkündete der seinerzeitige Zweitligist Syrianska FC, dass Touma den Cheftrainerposten übernommen habe. Von Beginn der Zweitliga-Spielzeit 2017 an stand die Mannschaft im Abstiegskampf in der Superettan, am Ende der Spielzeit stieg sie als Tabellenvorletzte mit fünf Punkten Rückstand auf einen Relegationsplatz direkt in die drittklassige Division 1 ab.